# Fredrik Lundgren
Fredrik Lundgren (* 26. Oktober 1979) ist ein schwedischer Fußballspieler. Der Mittelfeldspieler hat nahezu seine gesamte bisherige Karriere bei GAIS und dabei über 200 Pflichtspiele für den Klub bestritten.

## Werdegang
Lundgren begann mit dem Fußballspielen bei Torslanda IK. Als Nachwuchsspieler wechselte er 1999 zu GAIS in die zweitklassige Division 1. In seiner ersten Spielzeit kam er siebenmal zum Einsatz und erreichte mit seinem Klub die Vizemeisterschaft in der Südstaffel. In den anschließenden Relegationsspielen gelang durch einen 2:1-Erfolg und ein 1:1-Unentschieden gegen Kalmar FF der Aufstieg in die Allsvenskan. Hier kam er zwar vermehrt zum Einsatz, am Saisonende musste der Klub jedoch als Tabellenvorletzter direkt wieder absteigen. In der Superettan setzte er sich endgültig als Stammspieler durch, dennoch folgte der Absturz in die Drittklassigkeit. Auch hier gehörte er zum Stammpersonal, ehe er für ein halbes Jahr nach Spanien ging, um für den Madrider Amateurverein Sant Ignazius de Loyola aufzulaufen.
2003 kehrte Lundgren zu GAIS zurück und trug in fünf Spielen dazu bei, dass der Klub sich vor Ljungskile SK als Meister der Division 2 Västra Götaland den Relegationsplatz zum Aufstieg zur Superettan erspielen konnte und nach zwei Siegen über Mjällby AIF in die Zweitklassigkeit zurückkehrte. In den folgenden Jahren war er wieder Stammspieler und trug 2005 mit fünf Saisontoren zum Wiederaufstieg in die Allsvenskan bei. Auch in der ersten Liga gehört der mittlerweile zum Mannschaftskapitän aufgestiegene Mittelfeldspieler zu den Stammkräften, die dem Klub zu Plätzen im hinteren Mittelfeld der Tabelle verhalfen. Daher verlängerte er im Mai 2008 seinen Vertrag um drei Spielzeiten. Anschließend war er weiterhin Stammkraft, ehe ihn im Herbst 2010 kurzzeitig eine Verletzung bremste, so dass er in der Spielzeit 2010 lediglich 18 Saisonspiele bestritt. 